# Dante (Virginia)
Dante è un census-designated place (CDP) degli Stati Uniti d'America, situato nello stato della Virginia, diviso tra la contea di Dickenson e la contea di Russell.